# Авед, Жозеф
Жак Андре́ Жозе́ф Аве́д (фр. Jacques André Joseph Aved), прозванный Камелот (le Camelot) и Аве́ Батавский (Avet le Batave); 12 января 1702, Дуэ — 4 марта 1766, Париж) — французский живописец, крупный портретист парижского рококо эпохи правления Людовика XV, знаток и торговец произведениями искусства. Академик Королевской академии живописи и скульптуры (с 1734, ассоциированный член с 1731).

## Биография
Жак Андре Жозеф Авед был сиротой с детства. Его дядя, капитан голландской гвардии, взял его к себе на воспитание. Учился у Франсуа Буатара и Бернара Пикара в Амстердаме, затем в Париже у портретиста Алексиса Симона Беля. В 1731 году он поступил в Академию живописи и скульптуры. В 1734 году стал академиком.
Как лучший портретный живописец Парижа был рекомендован турецкому посланнику при французском дворе Мехмеду-Эффенди (Mehmed Said Efendi), исполнявшему волю короля, желавшего иметь портрет турка. Готовый портрет был выставлен в зале гвардии замка Шуази (Château de Choisy-le-Roi); Людовик XV был восхищён и заказал художнику свой портрет, что ещё больше упрочило репутацию живописца. Прежде чем браться за кисть, он посещал заказчика и старался понять его характер, особенности и привычки.
Его портреты вошли в моду, стоили очень дорого; ателье художника выпускало по несколько картин в год, и скоро у него образовалось порядочное состояние, которое он употребил на собрание всего необычного — собрание редкостей. Его коллекция была лучшей в своём роде не только в Париже, но и в Голландии. В его доме собирались передовые люди того времени, среди которых был Руссо в 1738 году.
Умер от апоплексического удара в 1766 году. Он владел одной из самых важных коллекций с работами итальянских, французских и особенно голландских художников. Собрание редкостей и картины Аведа были проданы с аукциона. К каталогу картин, изданному Реми (Remy), прилагалась биография Аведа, написанная его сыном Шарлем Франсуа, адвокатом парламента. Среди его учеников были Карл Ванлоо, Франсуа Буше, Дюмон ле Ромен и Жан-Симеон Шарден.

## Галерея

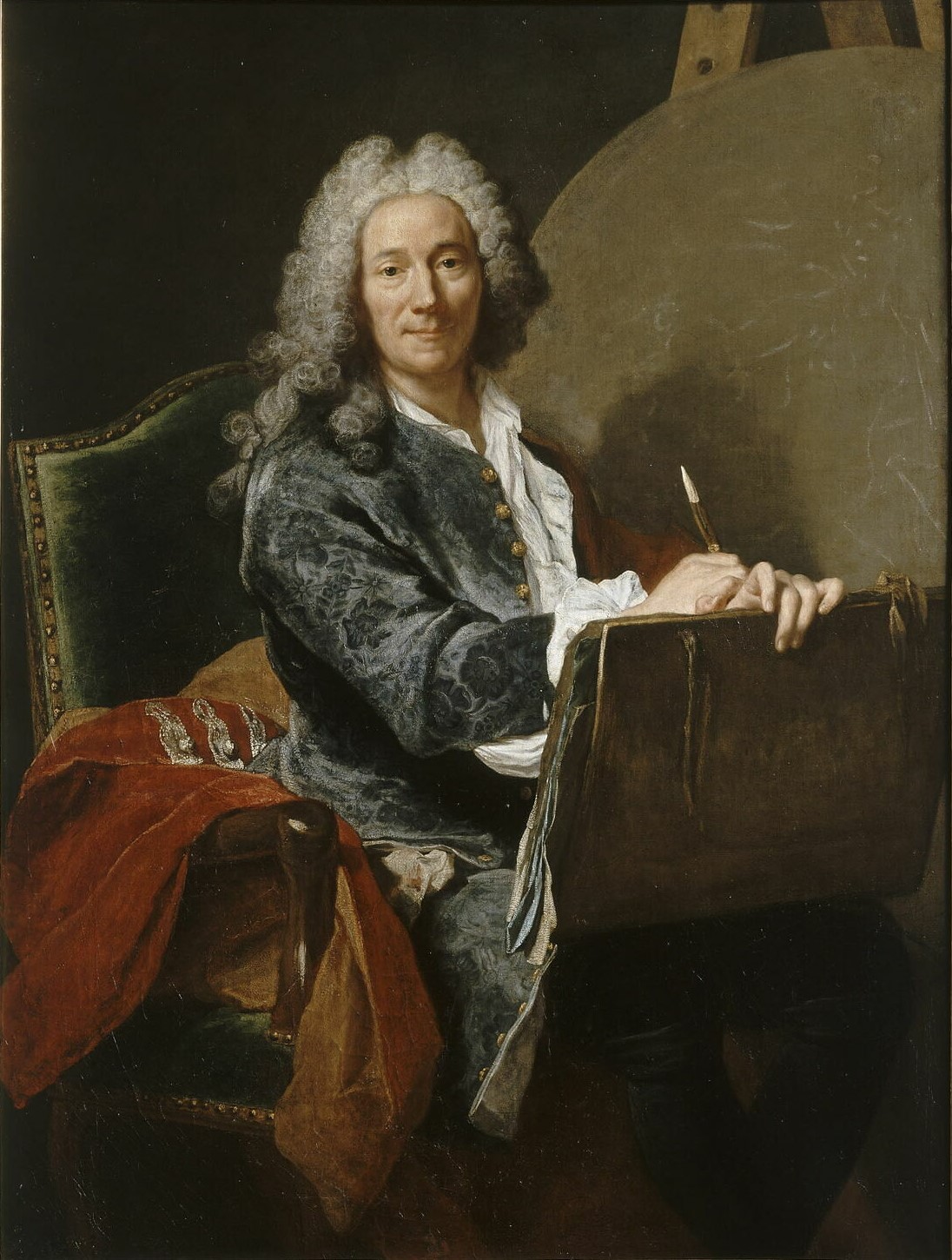
Портрет художника Pierre-Jacques Cazes, 1734. Версаль.
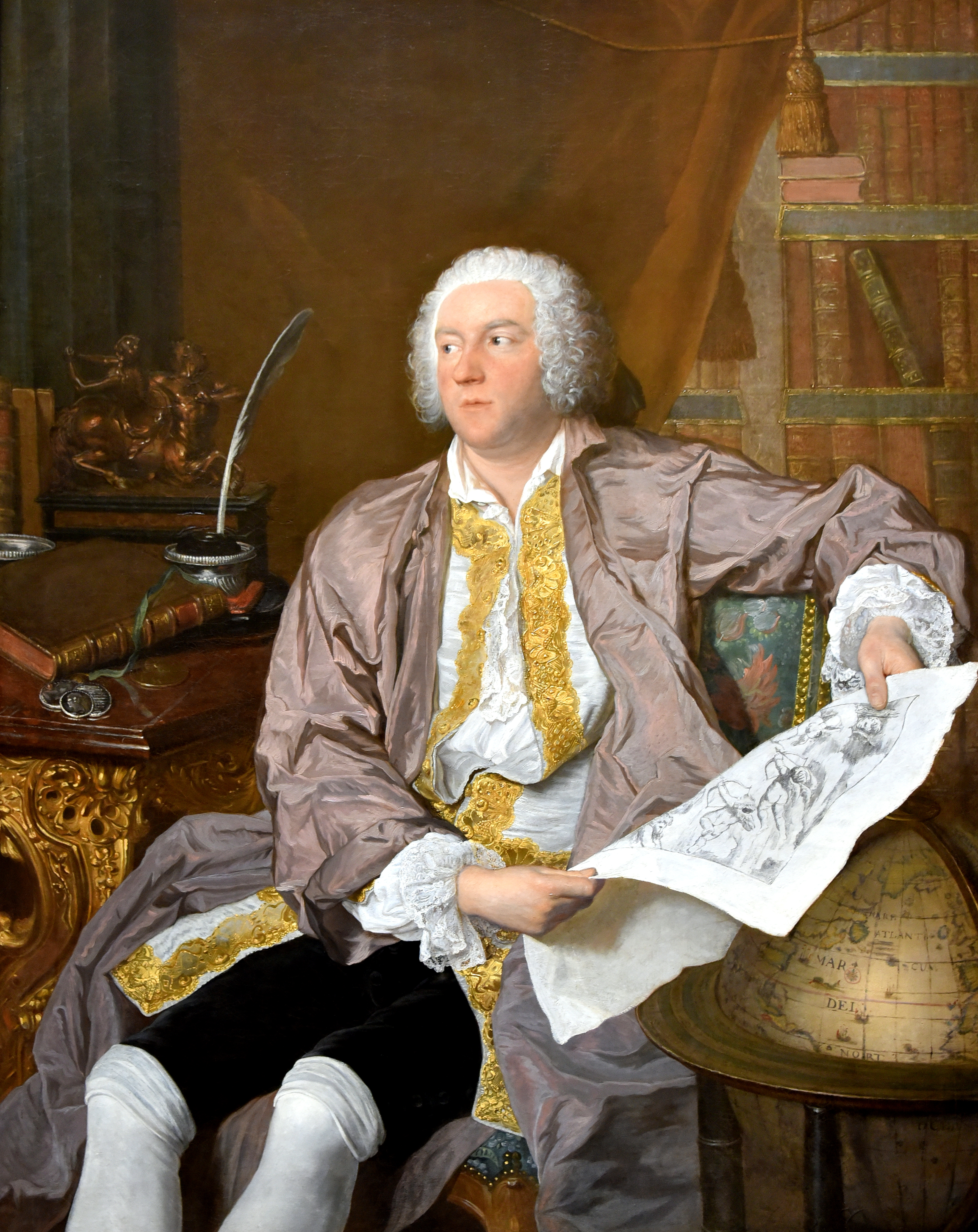
Портрет шведского государственного деятеля Карла Густава Тессина, около 1740. Национальный музей Швеции.
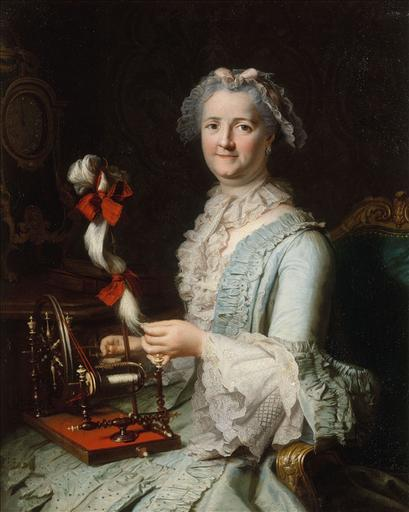
Портрет Франсуазы-Мари Пуже, мадам Шарден.
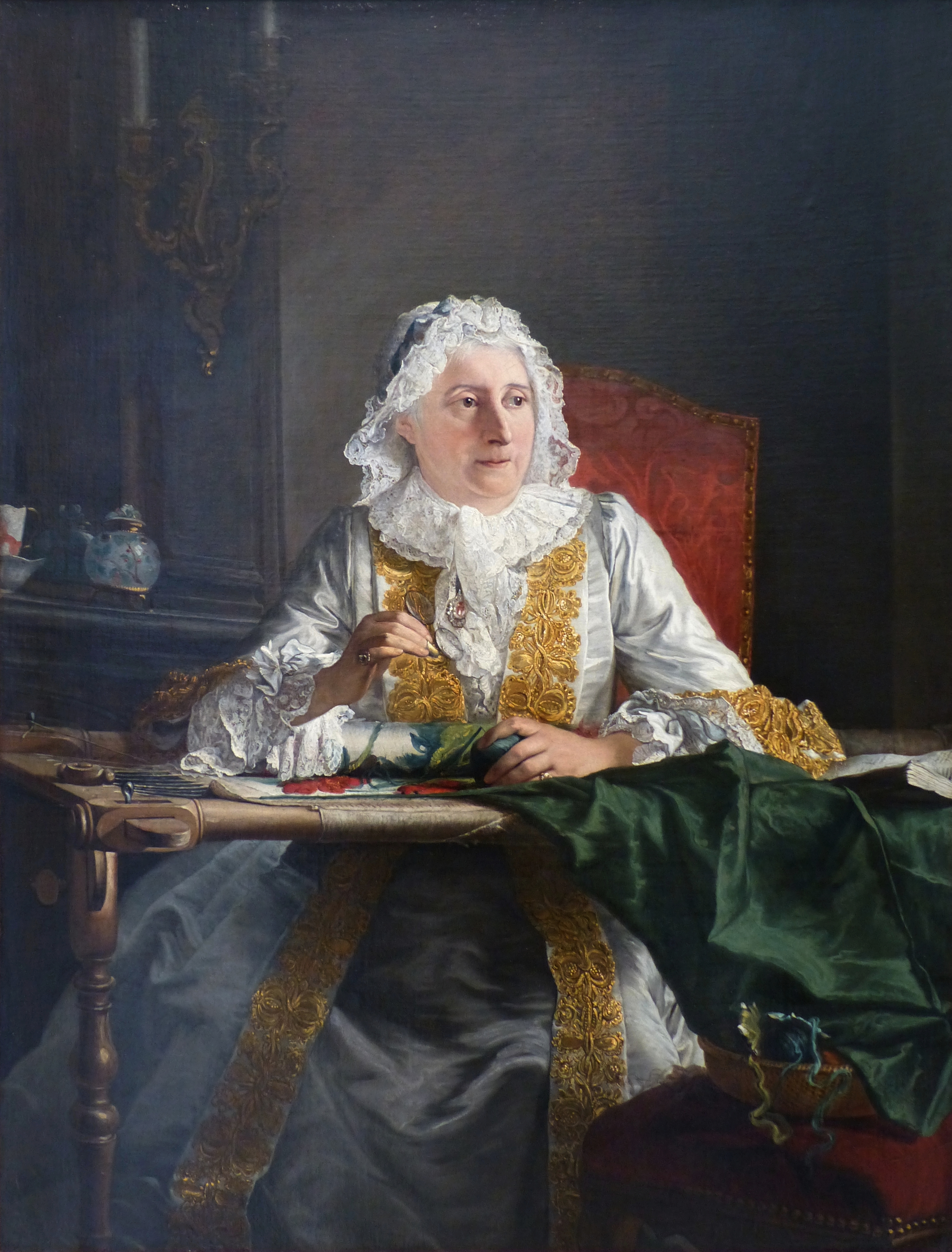
Портрет мадам Кроза, 1741. Музей Фабра, Монпелье.
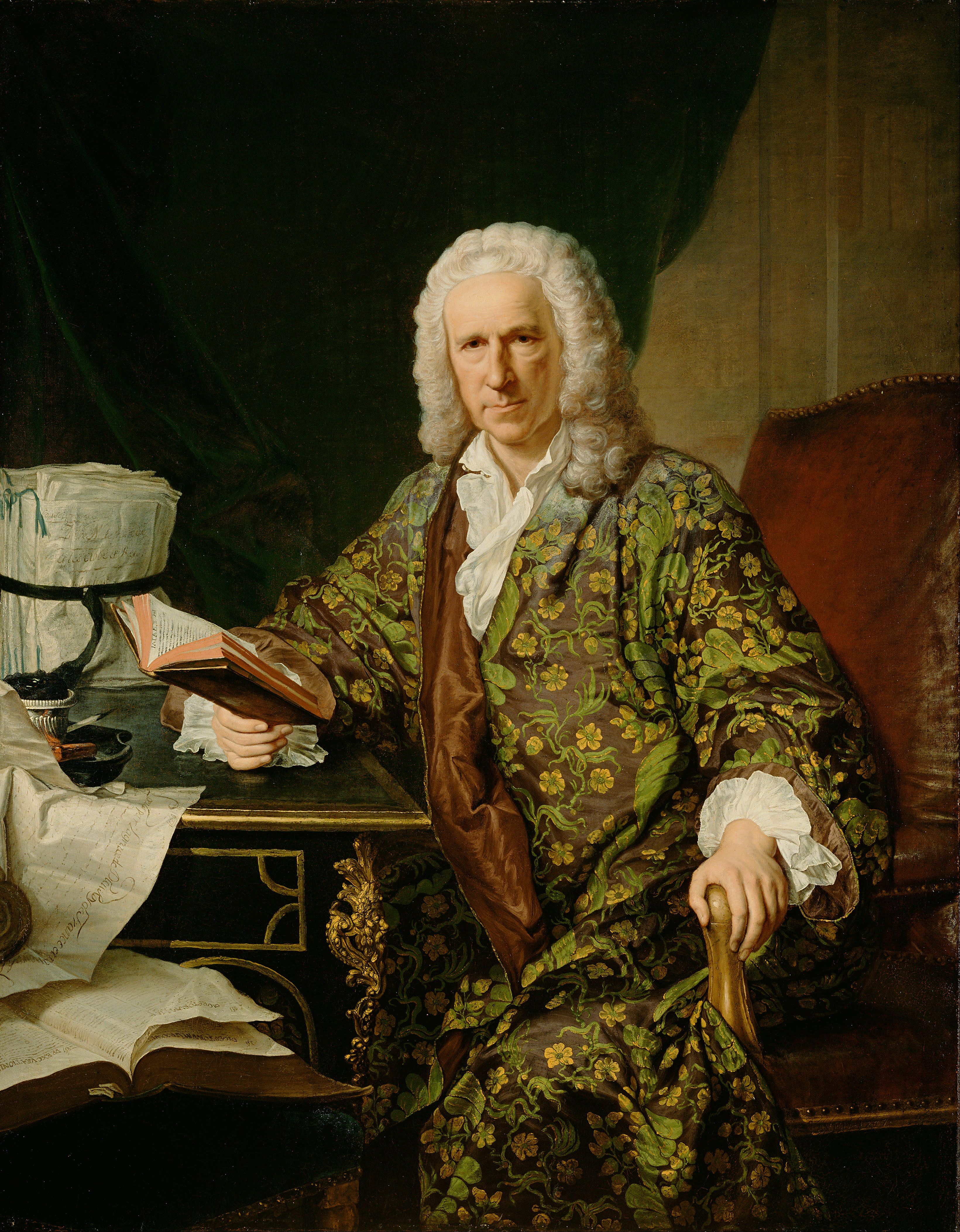
Портрет Марка де Вилльера, 1747. Центр Гетти, Лос-Анджелес.
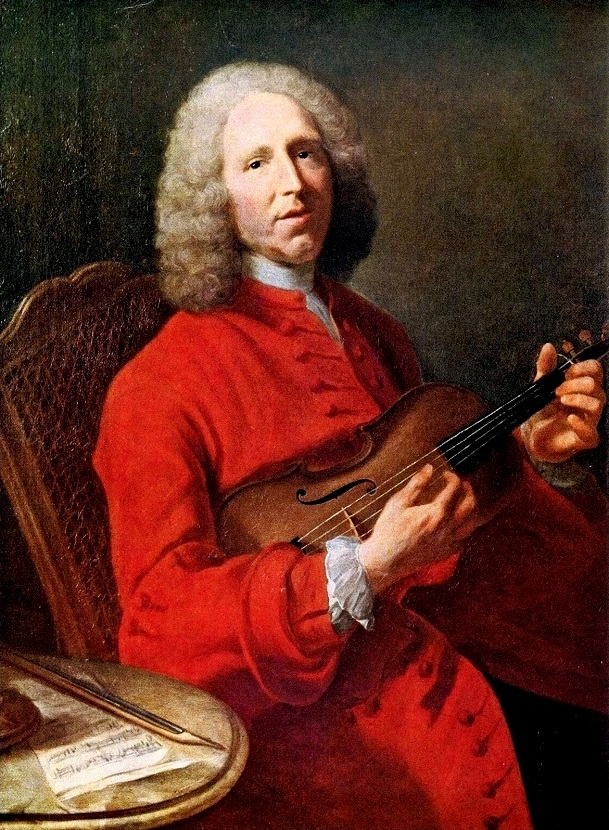
Жана-Филиппа Рамо, около 1728. Музей изящных искусств, Дижон
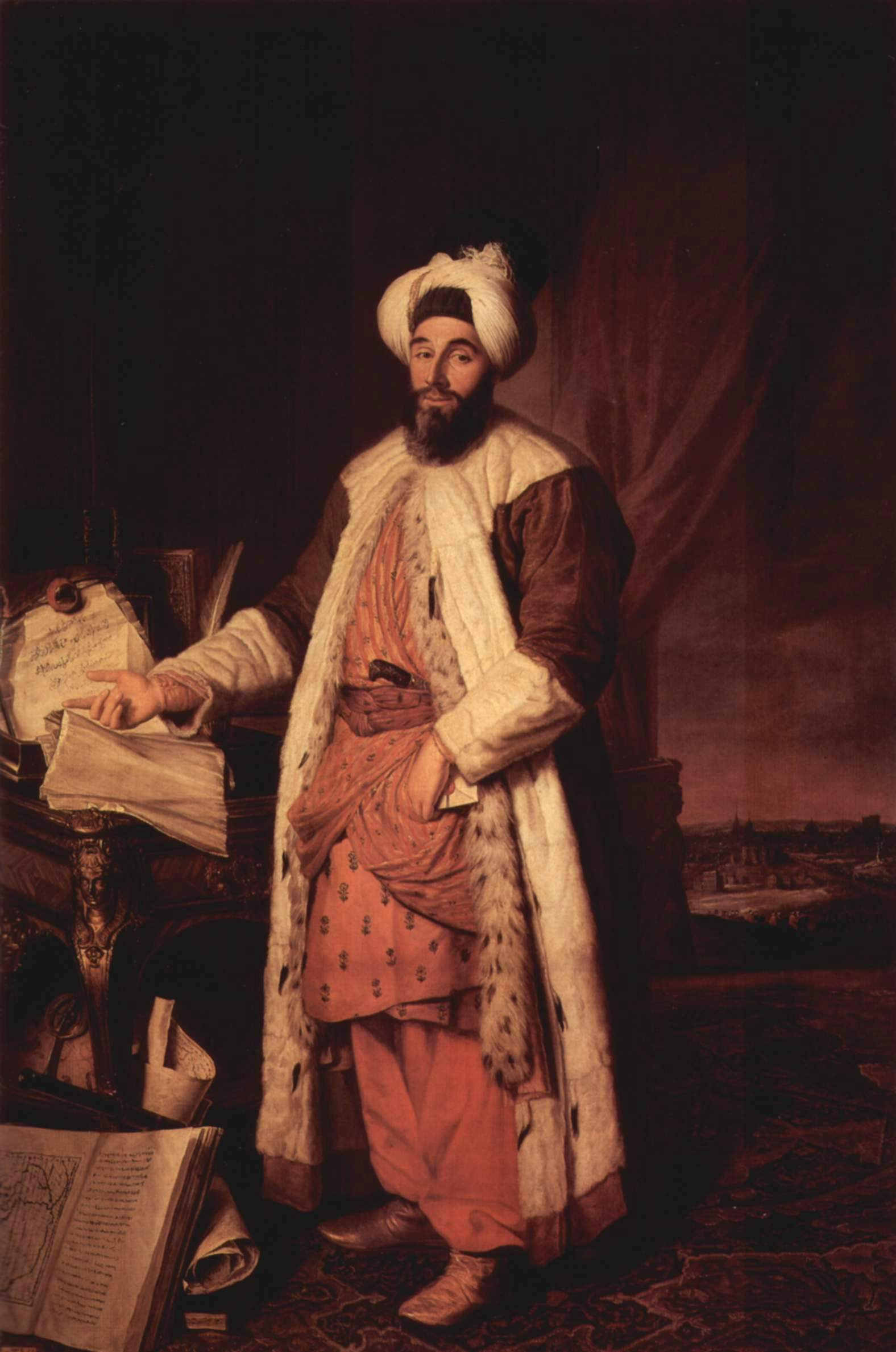
Портрет турецкого посланника при французском дворе Мехмеда-Эффенди, 1742. Версаль.
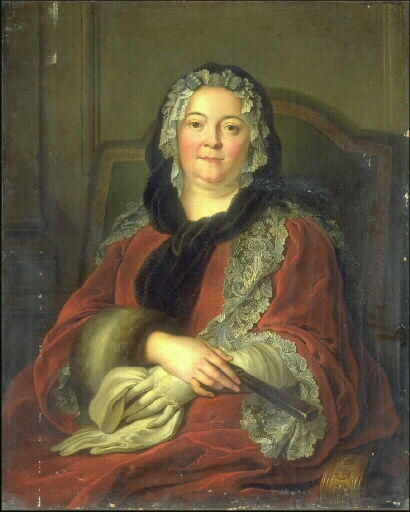
Портрет Клодины Герен де Тансен, около 1740. Музей изящных искусств, Валансьен